# Иванов, Виктор Борисович
Виктор Борисович Иванов (5 августа 1948, Ленинград — 7 октября 2011, Санкт-Петербург) — советский российский художник кино и живописец, лауреат Государственной премии РСФСР им. братьев Васильевых и Государственной премии Российской Федерации в области литературы и искусства, член Союза кинематографистов России и Санкт-Петербургского Союза художников.

## Биография
Родился в Ленинграде в семье военнослужащего. Учился в изостудии ленинградского Дворца пионеров и школьников, в художественной школе № 190 у В. Ватенина и В. Каволина. В 1972 окончил факультет промышленного дизайна ЛВХПУ имени В. И. Мухиной.
В 1978 был приглашён на студию «Ленфильм», в качестве художника-декоратора работал над картинами «Пани Мария» (1978), «Старшина» (1979), «Сергей Иванович уходит на пенсию» (1980), «Остров Сокровищ» (1982), «Дублёр начинает действовать» (1983), «Противостояние» (1985).
С 1986 работал художником-постановщиком на кинокартинах «Письма мёртвого человека» (1986), «Взломщик» (1987), «Мой боевой расчёт» (1987), «Бумажные глаза Пришвина» (1989), «Духов день» (1990), «Опыт бреда любовного очарования» (1994), «Барак» (1999), «Челябумбия» (2002), «Не делайте бисквитов в плохом настроении» (2003), «Женский роман» (2003), «Гадкие лебеди» (2005), «Retrum» (2008) и других. С начала 1980-х участвовал в выставках, экспонируя эскизы раскадровок и декораций к кинофильмам, позднее произведения станковой живописи. Персональные выставки в Петербурге в 1998, 2003, 2006, 2008 (Галерея «Фундус» Петербургского Дома кино) и в 2011 (галерея Ю. Рыбакова, артцентр «Пушкинская, 10») годах.
Скончался в Санкт-Петербурге 7 октября 2011 года. Похоронен на Богословском кладбище Санкт-Петербурга. Произведения находятся в собрании ЦВЗ Манеж, в фонде М. С. Горбачёва, артцентра Пушкинская, 10, в частных собраниях в России, Германии, Франции, Австралии, Аргентины, США.

## Награды и звания
- 1987 — Госпремия РСФСР имени братьев Васильевых (фильм «Письма мёртвого человека», 1987).
- 2000 — Госпремия России (фильм «Барак», 2001).
- 2000 — номинант кинопремии «Ника» Российской Академии кинематографических искусств по разделу «Лучшая работа художника» (фильм «Барак»).
- 2006 — Премия «Белый Слон» Гильдии киноведов и кинокритиков России (За лучшую работу художника-постановщика, фильм «Гадкие лебеди», 2005).

## Фильмография
- 2011 Retrum
- 2008 Трудно быть мачо
- 2007 Улицы разбитых фонарей −8
- 2007 Брачные узы | 7-я и 8-я серии
- 2006 Гадкие лебеди | Ugly swans
- 2005 Танцуют все!
- 2005 Брежнев
- 2003 Челябумбия
- 2003 Женский роман
- 2002 Не делайте бисквиты в плохом настроении
- 2001 Ключи от смерти
- 1999 Барак
- 1995 Концерт для крысы
- 1994 Секрет виноделия
- 1994 Год собаки
- 1993 Барабаниада
- 1991 Опыт бреда любовного очарования
- 1990 Духов день
- 1989 Бумажные глаза Пришвина
- 1987 Мой боевой расчёт
- 1986 Письма мёртвого человека
- 1987 Взломщик
- 1985 Противостояние фильм
- 1982 Остров Сокровищ